# ماسيمو فولتا
ماسيمو فولتا (بالإيطالية: Massimo Volta)‏ (14 مايو 1987 بديسينزانو دل غاردا في إيطاليا - ) هو لاعب كرة قدم إيطالي في مركز الدفاع. لعب مع نادي بيروجيا ونادي تشيزينا ونادي سامبدوريا ونادي فيتشينزا ونادي ليفانتي وASD Città di Foligno 1928 ‏ وFC Carpenedolo SSD ‏.

## وصلات خارجية
- ماسيمو فولتا على موقع قاعدة بيانات كرة القدم.إي يو (الإنجليزية)
- ماسيمو فولتا على موقع Soccerway.com (الإنجليزية)
- ماسيمو فولتا على موقع عالم كرة القدم.نت (الإنجليزية)
- ماسيمو فولتا على موقع AS.com (الإسبانية)